# 亚东关帝庙
亚东关帝庙，位于西藏自治区日喀则市亚东县，是一座藏传佛教寺院。

## 简介
亚东关帝庙位于清朝亚东关衙门的左面，紧邻山脚一侧。该关帝庙仅存遗址，只有房屋四面的墙基留存，墙体厚度大约1米，以青石垒砌而成。